# 差分多項式
数学の複素解析の分野における一般差分多項式列（いっぱんさぶんたこうしきれつ、英: general difference polynomials）とは、シェファー多項式列のある特別な部分クラスに属する多項式列であり、ニュートン多項式列、セルバーグ多項式列 (Selberg's polynomials) およびスターリング補間多項式列 (Stirling interpolation polynomials) を特殊な場合として含むものである。

## 定義
適当な定数 β に対して、一般差分多項式列は
{\displaystyle p_{n}(z)={\frac {z}{n}}{{z-\beta n-1} \choose {n-1}}}
で与えられる。ここで {\displaystyle \textstyle {z \choose n}} は二項係数である。
- β = 0 のとき、生成される pn(z) は、ニュートン多項式列
{\displaystyle p_{n}(z)={z \choose n}={\frac {z(z-1)\cdots (z-n+1)}{n!}}}

である。
- β = 1 のとき、セルバーグ多項式列が生成される。
- β = −1⁄2 のとき、スターリング補間多項式列が生成される。

## 移動差分
解析関数 {\displaystyle f(z)} に対し、その移動差分 (moving difference) を
{\displaystyle {\mathcal {L}}_{n}(f)=\Delta ^{n}f(\beta n)}
で定める。ここで {\displaystyle \Delta } は前進差分作用素である。このとき、f がある特別な総和可能性 (summability) についての条件を満たすなら、それは次のような多項式表現を許す。
{\displaystyle f(z)=\sum _{n=0}^{\infty }p_{n}(z){\mathcal {L}}_{n}(f).}
この列の総和可能性（すなわち、収束）に関する条件は、複雑な問題である。一般に、その必要条件は解析関数が指数型よりも小さいことであるとされる。総和可能性の条件については、Boas & Buck (1964) において詳細に議論されている。

## 母関数
一般差分多項式に対する母関数は、次で与えられる。
{\displaystyle e^{zt}=\sum _{n=0}^{\infty }p_{n}(z)\left[\left(e^{t}-1\right)e^{\beta t}\right]^{n}.}
この母関数には、次のような一般化アペル表現が存在する。
{\displaystyle K(z,w)=A(w)\Psi (zg(w))=\sum _{n=0}^{\infty }p_{n}(z)w^{n}.}
ここで {\displaystyle A(w)=1}、{\displaystyle \Psi (x)=e^{x}}、{\displaystyle g(w)=t} および {\displaystyle w=(e^{t}-1)e^{\beta t}} とされる。